# Calonotos niger
Calonotos niger là một loài bướm đêm thuộc phân họ Arctiinae, họ Erebidae.